# Зајон (Илиноис)
Зајон (енгл. Zion) град је у америчкој савезној држави Илиноис. По попису становништва из 2010. у њему је живело 24.413 становника.

## Демографија
Према попису становништва из 2010. у граду је живело 24.413 становника, што је 1.547 (6,8%) становника више него 2000. године.
| Група             | 2000.          | 2010.         |
| Белци             | 12.120 (53,0%) | 8.787 (36,0%) |
| Афроамериканци    | 6.196 (27,1%)  | 7.566 (31,0%) |
| Азијати           | 428 (1,9%)     | 563 (2,3%)    |
| Хиспаноамериканци | 3.487 (15,2%)  | 6.758 (27,7%) |
| Укупно            | 22.866         | 24.413        |